# Polícia Civil do Estado de Mato Grosso
A Polícia Judiciária Civil do Estado de Mato Grosso é uma das polícias de Mato Grosso, Brasil, órgão do sistema de segurança pública ao qual compete, nos termos do artigo 144, § 4º, da Constituição Federal e ressalvada competência específica da União, as funções de polícia judiciária e de apuração das infrações penais, exceto as de natureza militar.

## Histórico
A origem da Polícia Civil de Mato Grosso vai ser encontrada na Intendência Geral de Polícia da Corte e do Estado do Brasil, criada em 10 de maio de 1808, no Rio de Janeiro.
Após a Independência do Brasil, a Carta Magna de 1824 dispôs sobre a formação de posturas policiais para as províncias do Império. A autoridade policial era representada pelo juiz de paz, a quem cabia  atribuições de polícia. Com a reforma do Código de Processo Criminal em 1841, separaram-se as funções policiais da justiça, passando aquelas aos Chefes de Polícias e aos Delegados.
A polícia civil em Mato Grosso foi criada em 24 de maio de 1842, por portaria do Presidente da Província, sendo escolhido o Chefe de Polícia dentre os desembargadores, juízes de direito, delegados ou cidadãos, sendo obrigatória a aceitação do encargo.
A partir da República, a polícia estadual foi reestruturada pelo Decreto nº 08, de 26 de outubro de 1891, dando origem à Chefatura de Polícia e preservando o cargo de delegado de polícia.
Em 1967 a Secretaria de Segurança Pública substituiu a antiga Chefatura de Policia. No dia 7 de junho de 1972 o Bacharel Sérgio Adib Hage foi nomeado Diretor Geral de Polícia, se tornando, assim, o primeiro Diretor Geral do Departamento Geral de Polícia Civil.
A Polícia Civil de carreira foi instituída pela Lei n.º 4.721, de 1984 e, finalmente, a Lei Complementar n.º 155, de 14 de janeiro de 2004, dispôs sobre a organização e o Estatuto da Polícia Judiciária Civil do Estado de Mato Grosso, que passou a ter essa denominação.

## Valores
A Polícia Judiciária Civil norteia-se pelos seguintes princípios:
- Ética – agir com responsabilidade, honestidade, moralidade, lealdade e respeito às normas.
- Dignidade – tratar com urbanidade, respeito e lealdade as pessoas.
- Compromisso social e institucional – agir em consonância com os anseios da sociedade e zelar pelas diretrizes da Instituição.
- Imparcialidade – tratar os cidadãos com igualdade.
- Determinação – agir com destemor, energia, convicção e constância de propósitos na execução das ações de Polícia Judiciária.
- Qualidade – assegurar a execução dos serviços prestados de forma qualitativa, buscando padrões de excelência.[4]

## Planos de carreira
| Delegado de Polícia | Escrivão de Polícia | Investigador de Polícia |
| ------------------- | ------------------- | ----------------------- |
| Classe A            | Classe A            | Classe A                |
| Classe B            | Classe B            | Classe B                |
| Classe C            | Classe C            | Classe C                |
| Classe Especial     | Classe Especial     | Classe Especial         |

## Organização policial

### Estrutura organizacional
- Nível de decisão colegiada:[6].

Conselho Superior de Polícia Judiciária Civil
- Nível de decisão superior

Diretor-Geral de Polícia Judiciária Civil
- Nível de apoio estratégico e especializado

Corregedoria-Geral de Polícia Judiciária Civil
- Nível de assessoramento superior

Gabinete de Direção
- Nível de execução programática

Coordenadoria de Execução Estratégica
Diretoria de Atividades Especiais 
Gerência de Operações Especiais
Gerência de Inteligência Policial
Gerência de Armas, Explosivos e Munições
Gerência Estadual de Polinter
Gerência de Combate ao Crime Organizado
Academia de Polícia Judiciária Civil
Diretoria de Polícia Judiciária Civil Metropolitana
Diretoria de Polícia Judiciária Civil do Interior

### Delegacia de polícia
A Polícia Civil do Estado de Mato Grosso, dirigida pelo Diretor-Geral da Polícia Judiciária Civil, desenvolve os serviços públicos da sua competência, basicamente, através das delegacias policiais. As delegacias distribuídas pelo território estadual, são, nas suas circunscrições, o centro das investigações e dos demais atos de polícia judiciária e pontos de atendimento e proteção à população. São 17 delegacias na Capital e 61 no Interior do Estado

### Investigação especializada
Em apoio as delegacias distritais, surgiram as delegacias especializadas decorrentes do desenvolvimento da atividade criminosa que também se especializou, organizou-se em quadrilhas e estendeu as suas ações por largas faixas territoriais. As principais delegacias especializadas reprimem o tráfico de entorpecentes, o roubo e o furto, inclusive de automóveis, as fraudes ou defraudações, sendo certa a inclusão das delegacias de homicídios dentre essas unidades pela importância do bem jurídico protegido que é a vida humana. A Polícia Civil de Mato Grosso conta com as seguintes especializadas:

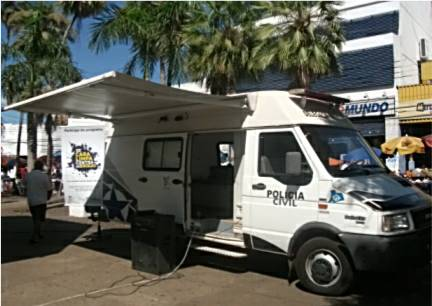
Delegacia móvel da Polícia Civil

Delegacia Especializada de Defesa da Mulher
Delegacia Especializada de Homicídio e Proteção à Pessoa
Delegacia Especializada de Crimes Fazendários e Administração Pública
Delegacia Especializada de Roubos e Furtos de Veículos Automotores
Delegacia Especializada do Meio Ambiente
Delegacia Especializada de Defesa do Consumidor
Delegacia Especializada do Adolescente
Delegacia Especializada do Direito da Criança
Delegacia Especializada de Roubos e Furtos
Delegacia Especializada da Infância e Juventude
Delegacia Especializada de Repressão a Entorpecentes
G.C.C.O. - Grupo de Combate ao Crime Organizado

### Operações especiais
Existe uma unidade especializada de apoio operacional para pronto emprego nas situações em que as demais unidades policiais necessitem de reforços durante diligências ou prisões de marginais, principalmente, em áreas de criminalidade violenta. Essa unidade de operações especiais, o GOE - Grupo de Operações Especiais, pelo preparo profissional para as situações de risco e a presença permanente na linha de frente dos confrontos com a criminalidade, tende a desenvolver um forte compromisso institucional e grande devotamento à causa da sociedade.